# Imidacloprid
L'imidacloprid è un insetticida sistemico che fa capo alla classe dei cloronicotinici neonicotinoidi. È un composto bis-eterociclico alogenato strutturalmente simile alla nicotina da cui differisce per geometria, dimensione e la presenza di un gruppo nitrilimminico. Può assumere diverse forme cristalline variando le sue proprietà cromatiche e il PF.

## Metodo di azione
La molecola è un inibitore irreversibile del recettore nicotinico dell'acetilcolina negli insetti, mentre è molto meno attivo su quello dei mammiferi.
Il termine "sistemico" indica che non agisce per contatto, bensì è assorbito dalla pianta ed è attivo sugli insetti se questi si alimentano di parti della pianta nel tempo in cui l'insetticida permane nella pianta stessa. Per questo motivo è molto importante che il trattamento venga effettuato a fioritura completamente conclusa. La pianta trattata non ha alcun effetto sugli insetti contigui o sulla pianta, se questi non si alimentano di parti della pianta.

## Diffusione
Da recenti stime è considerato uno dei più diffusi insetticidi di nuova generazione, ciò è giustificato dall'amplissimo spettro di azione sugli
insetti. 
L'Italia ne ha vietato l'uso all'aperto dal 2008 con divieti temporanei, rinnovati poi a ogni scadenza. Il 27 aprile 2018 la Commissione Europea ha approvato una direttiva per vietarne l'uso all'aperto, applicato anche a Clothianidin e il Tiamethoxam.
L'Imidacloprid è uno dei principi attivi utilizzati nel confezionamento di prodotti per la disinfestazione degli ambienti interni, ad esempio contro le blatte commensali dell'uomo. Il principio attivo è ammesso in Endoterapia.

## Permanenza
I tempi di permanenza nella pianta variano moltissimo, e dipendono dal metabolismo della pianta, vanno da circa 3 giorni nel carciofo fino a oltre trenta giorni nel albicocco; la presenza decresce progressivamente nel periodo indicato, e dopo tale periodo la sostanza si considera smaltita o non più attiva.  

## Tossicità
Ha importanti ripercussioni sulla fauna acquatica in quanto concentrazioni al limite della rivelabilità sono in grado di uccidere diverse specie di crostacei e di alghe. Quindi è molto importante evitare l'inquinamento dell'acqua (ruscelli, fiumi, pozze) con l'insetticida. Importante è anche la tossicità su diverse specie di volatili.
Sono state effettuate approfondite ricerche riguardo all'effetto dell'imidacloprid sulla moria di api avvenuta nel mondo fra 2008 e 2009, ed è risultato essere il principale responsabile di tali fenomeni. Successivamente a questi fatti, insieme ad altri composti neonicotinoidi, dal 2008 sono state introdotte delle restrizioni circa il suo impiego portando ad un bando totale al 2018 per la dimostrata tossicità acuta e cronica su molti apoidei.  
La rivista Nature, in un suo articolo afferma che l'intossicazione degli uccelli è effetto indiretto dell'applicazione dell'insetticida, che si verifica se gli uccelli si alimentano con insetti o semi contaminati.
Uno studio olandese ha registrato un calo annuo del 3,5% nella popolazione di uccelli in una area inquinata dall'Imidacloprid.

### Tossicità sull'uomo
Da numerosi studi risulta una non rilevabile tossicità sull'uomo a concentrazioni operative normali; questo ha comportato l'uso dei preparati contenenti l'imidacloprid nelle coltivazioni intensive a fine alimentare. 
Sono riportati in letteratura solo due casi in tutto il mondo di tossicità sull'uomo, tali casi sono dovuti all'assunzione volontaria di grosse quantità di insetticida a scopo suicida. Questi casi si riferiscono a una sindrome da eccessiva stimolazione simpatica con associate iperglicemia, neutrofilia, agitazione psichica seguita da depressione respiratoria.